# Спуск (транспорт)
Спуск — транспортна артерія, траєкторія, шлях для самопливного транспорту вантажів, сипкої маси, рідини тощо.

## Спуск у гірництві
У вертикальних і похилих виробках, коли швидкість транспортування гірничої маси необхідно зменшити, застосовують секції із спеціальними виступами, які утворюють каскадний спуск (рис.). Останній являє собою металевий жолоб 4 з рядом полок 3. Для збільшення строку служби його елементи виготовляють із матеріалів, стійких проти спрацювання.
Гвинтовий спуск (рис.) складається із спірального жолоба 6, закріпленого всередині вертикальної труби 5 діаметром 1000… 2000 мм. Днище і стінки спуску часто облицьовують кам'яним литвом із діабазу або базальту. Поверхня жолоба має різні кути (3, що дозволяє регулювати швидкість руху вантажу. Наприклад, при нахилах 21 і 70° зовнішнього і внутрішнього боків спіралі відповідно швидкість руху вантажу не перевищує 1 м/с, а продуктивність залежно від діаметра труби дорівнює 200…450 т/г. Гвинтові спуски використовують і для транспортування матеріалів у тарі (наприклад, мішків з цементом).
У нижній частині самопливних установок влаштовують затвори, які повністю перекривають випускні отвори. За розмірами вони в 3—4 рази перевищують діаметр найбільшого куска переміщуваного вантажу.
Завдяки простій конфігурації установок самопливного транспорту практично виключаються затори. Якщо вони все-таки утворились, вантаж виштовхують через спеціальні люки вниз.
Зниження пилоутворення у місцях перевантаження досягається зменшенням висоти перепаду насипного матеріалу.

## Цікаво
Жолобний спуск у гірництві використовується здавна. Наводимо уривок з праці Георга Агріколи De Re Metallica (1556 р.), який саме присвячений опису використання жолобів як самопливного транспорту в гірництві часів пізнього Середньовіччя:
| На тих скелях, куди в'ючні тварини не можуть піднятися, встановлюють довгі похилі жолоби з дощок, укріплені дерев'яними поперечинами для того, щоб вони не розвалилися. У жолоби зсипають руду, доставлену на тачках. Руда скочується на рівнину, звідки далі доставляється у лляних мішках на в'ючних тварин або ж на санях і возах. |